# Daniela List
Daniela List (* 9. August 1968 in Graz) ist eine österreichische Politikerin (ÖVP). Vom 1. Juli bis zum 22. Oktober 2019 war sie Abgeordnete zum Nationalrat.

## Leben

### Ausbildung und Beruf
Daniela List besuchte nach der Volksschule in Lebring das Bundesgymnasium und Bundesrealgymnasium in Leibnitz, wo sie 1986 maturierte. Eine Ausbildung an der Chemie-Ingenieurschule Graz schloss sie 1989 ab. 1998 wurde sie Trainerin für Erwachsenenbildung, 2001/02 absolvierte sie eine Diplomausbildung für Systemisches Coaching, 2005 einen Politiklehrgang für Frauen, 2011/12 den Ausbildungslehrgang „Prozessbegleitung Diversity“ und 2015/16 den Diplomlehrgang Business Rhetorik.
Von 1989 bis 1991 war sie bei der Balzers AG Liechtenstein beschäftigt, anschließend bis 1993 beim Umweltinstitut des Landes Vorarlberg. Danach war sie für die Stadt Graz tätig, zunächst in der Betrieblichen Umweltvorsorge im Umweltamt, von 2000 bis 2006 im Schulungsreferat der Magistratsdirektion. Seit 2006 ist sie Geschäftsführerin der eco4ward (bis 2009) bzw. ecoversum (seit 2010). Seit 2010 ist sie außerdem Lehrbeauftragte an der Chemieingenieurschule.

### Politik
Daniela List war zehn Jahre lang Mitglied des Gemeinderates in Lebring-Sankt Margarethen (bis 2015), außerdem Wirtschaftsbund-Obmann-Stellvertreterin der dortigen Ortsgruppe.
2017 kandidierte sie bei der Nationalratswahl für die ÖVP hinter Werner Amon im Regionalwahlkreis Weststeiermark und auf dem neunten Listenplatz im Landeswahlkreis Steiermark. Nach dem Wechsel von Werner Amon in die Volksanwaltschaft mit 1. Juli 2019 rückte sie für ihn in der XXVI. Gesetzgebungsperiode als Abgeordnete zum Nationalrat nach. Nach der Nationalratswahl 2019 schied sie aus dem Nationalrat aus.

## Auszeichnungen
- 2020: Goldenes Ehrenzeichen des Landes Steiermark[7]